# Pleasant Grove (Ohio)
Pleasant Grove è un census-designated place (CDP) degli Stati Uniti d'America, situato nello stato dell'Ohio, in particolare nella Contea di Muskingum.